# Японская иммиграция в Бразилию

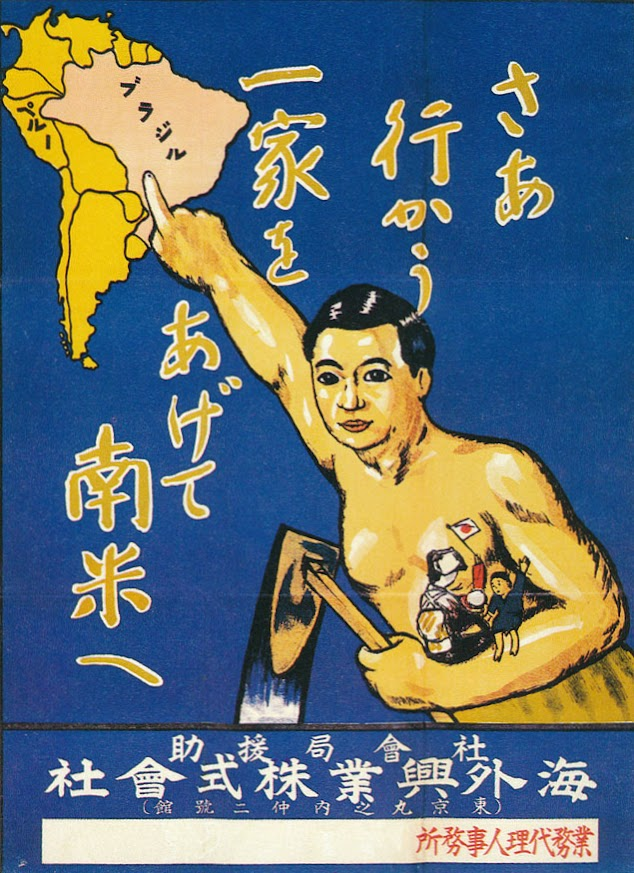
Японский плакат, рекламирующий иммиграцию. Надпись гласит: «Уезжайте в Южную Америку (Бразилию) со своей семьёй»

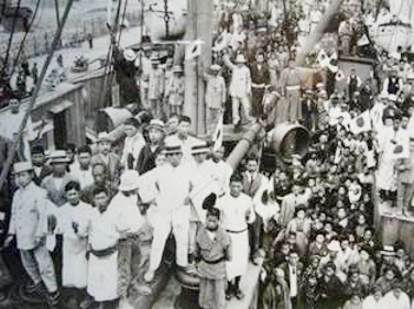
Первые японские иммигранты на борту «Касато-Мару»

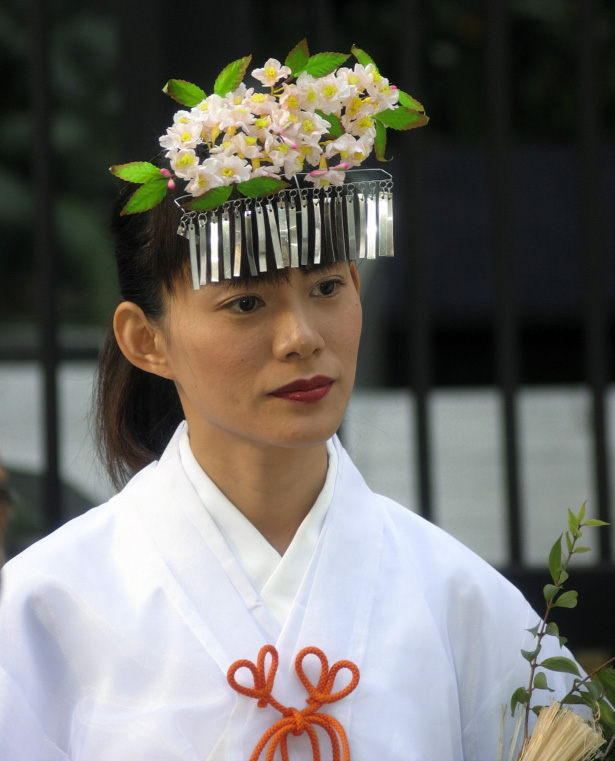
Японобразильская мико на фестивале в городе Куритиба, штат Парана.

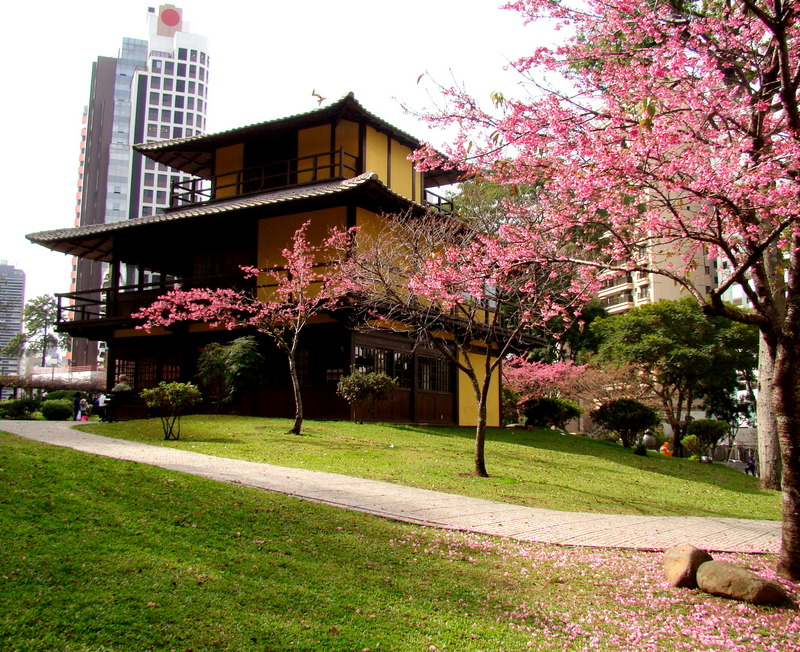
Цветение сакуры на площади Японии в городе Куритиба, штат Парана.

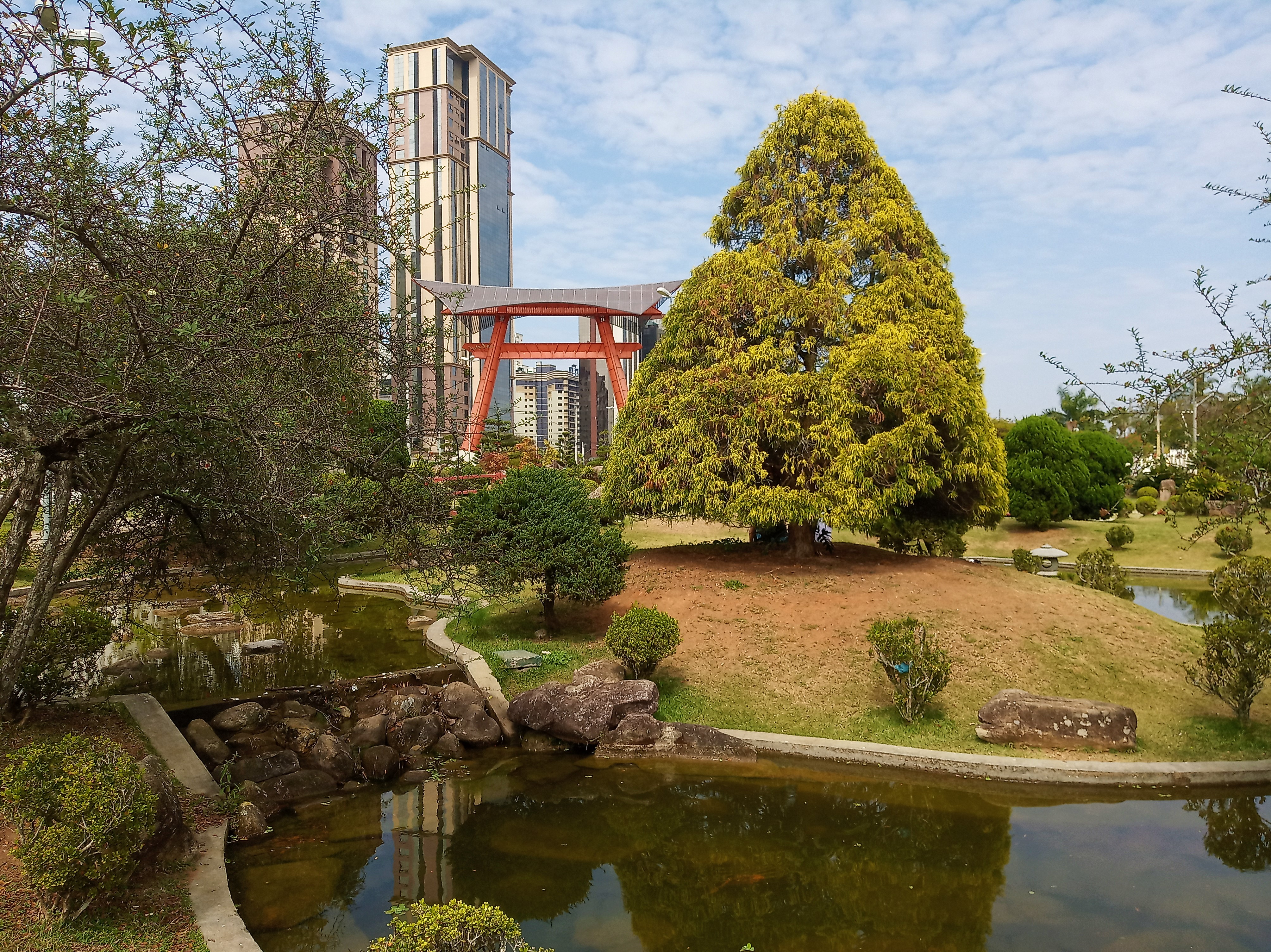
Японский сад на площади Рюдзи Кодзима, Сан-Жозе-дус-Кампус, штат Сан-Паулу.

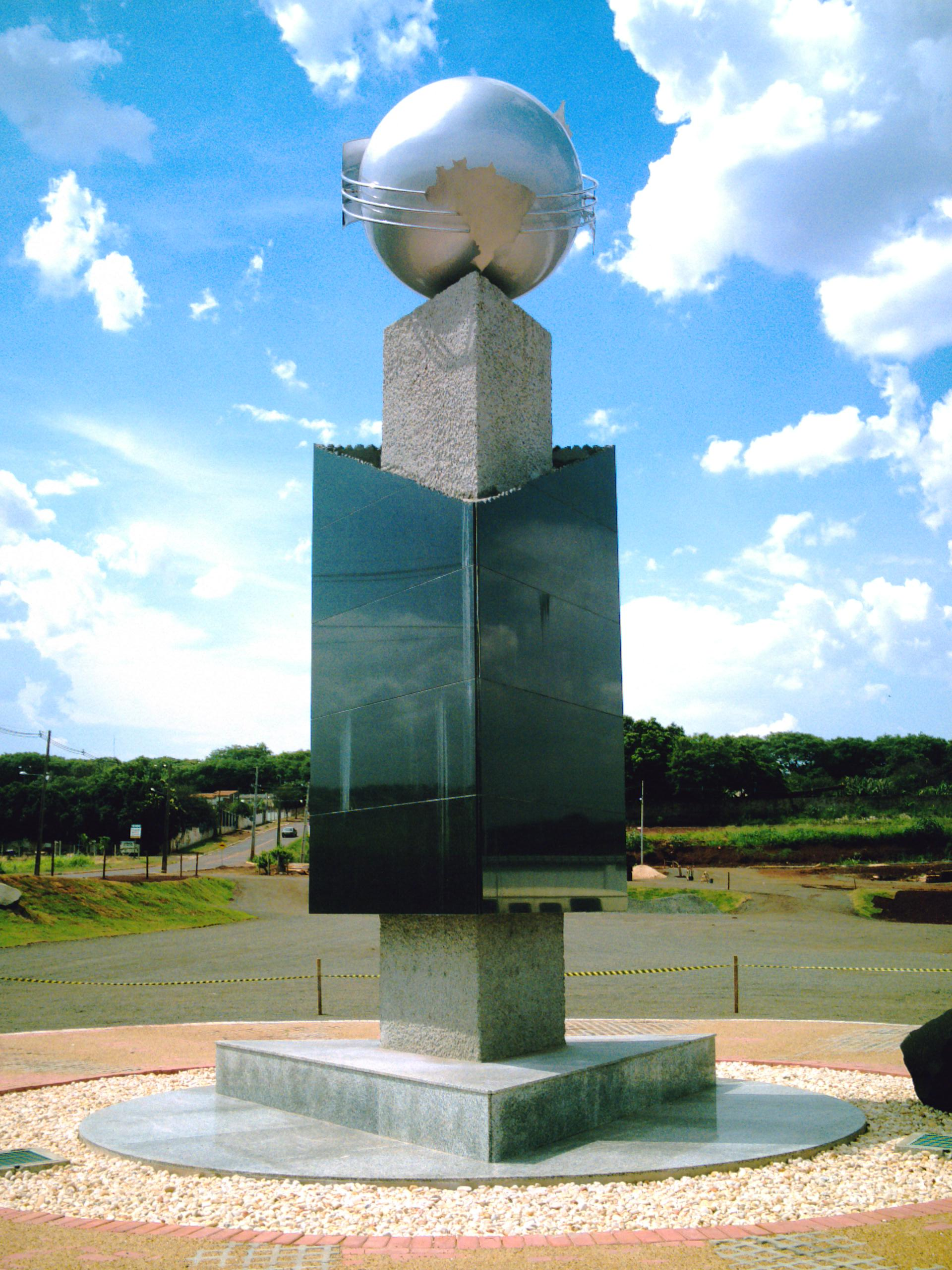
Памятник в честь 100 лет японской иммиграции в городе Маринга, штат Парана.

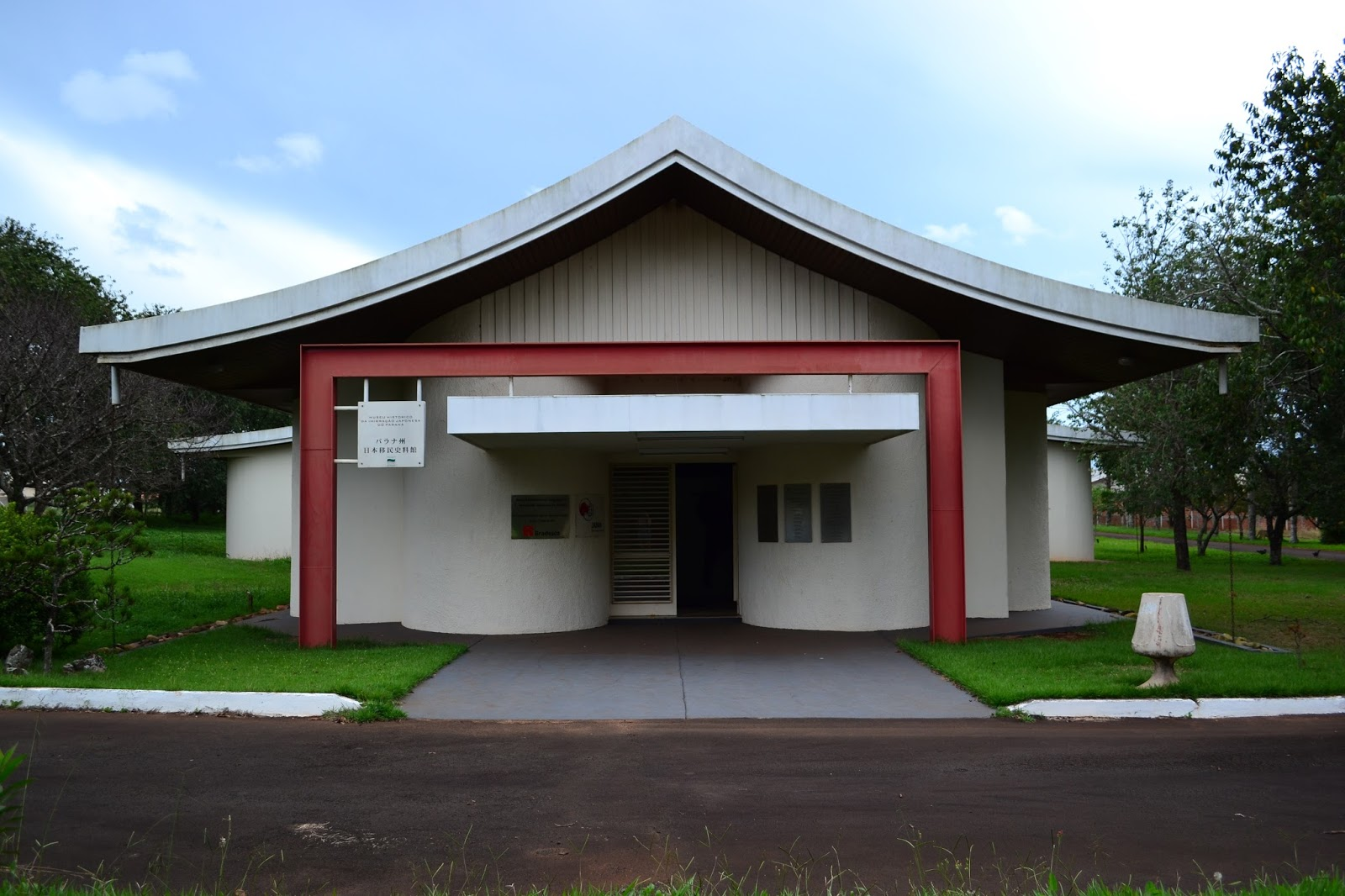
Японский сельскохозяйственный музей в Роландии, штат Парана.

Японская иммиграция в Бразилию ведётся с начала XX века. В Бразилии проживает крупнейшая диаспора японцев за пределами Японии, общей численностью более 2 млн человек. В то же время Япония является домом для пятой по величине бразильской диаспоры (после США, Португалии, Парагвая и Великобритании) в мире.

## История
В Японии ко второй половине XIX века наблюдалось сильное перенаселение, в результате с 1880-х годов японское правительство стало заключать договоры с мировыми правительствами о размещении иммигрантов. Крупные японские общины возникли на Гавайских островах, западном побережье США, в Мексике и Перу. Однако уже с начала XX века в связи с ростом японского империализма, захватами Тайваня и Кореи, значительная часть японской миграции оказалась направленной в эти страны.
Первый договор о дружбе, торговле и мореплавании между Бразилией и Японией был подписан лишь 5 ноября 1895 года. Японо-бразильские отношения развивались медленно, поскольку республиканская Бразилия официально проводила политику «цивилизования» и «отбеливания», а в 1890 году был запрещён въезд лиц азиатского происхождения. Указом № 528 президент Деодору да Фонсека постановил, что въезд иммигрантов из Африки и Азии допускается только с разрешения Конгресса. Этот же указ поощрял миграцию европейцев. Однако законом № 97 от 1892 года китайские и японские иммигранты допускались в страну.
Предубеждение против азиатских иммигрантов было сильно в Бразилии: в западном мире XIX века азиаты считались низшей расой, вдобавок военно-политические успехи Японии породили миф о «Жёлтой угрозе». Японские поселенцы противоречили официально провозглашённой политике «отбеливания», а кроме того обычаи, религия и язык японцев препятствовали их ассимиляции. Профессор социологии Франсиску Жозе ди Оливейра Виана, автор классического труда «Южное население Бразилии» (порт. Populações Meridionais do Brasil, 1918), сравнивал японцев с серой в химических растворах — они не растворялись.
Тем не менее, острая нехватка рабочих на кофейных плантациях принудила правительство Бразилии запланировать переезд первых японских колонистов на 1897 год. Однако в том же году произошёл острый кризис перепроизводства, резко упали цены, и открытие японской иммиграции было отложено. Кризис был преодолён только к 1901 году. Глава бразильской дипломатической миссии в Японии — Мануэл ди Оливейра Лима — провёл консультации с правительством, однако получил предупреждение об опасности смешения представителей «низшей расы» с бразильцами.
В 1902 году правительство Италии прекратило субсидировать эмиграцию итальянцев в Бразилию. Бурный рост кофейных плантаций в этот период привёл к большому дефициту рабочей силы. Наконец, в 1907 году был отменён указ № 528, а взамен принят «Закон об иммиграции и колонизации». В ноябре 1907 года японский предприниматель Рю Мидзуно подписал соглашение с государством об отправке 3000 сельскохозяйственных рабочих в Бразилию. Это открывало японскую иммиграцию.
Ещё до открытия официальной иммиграции, группа японцев под началом Сабуро Кумабэ в 1907 году прибыла на фазенду Санту-Антониу в Консейсан-ди-Макабу, где была основана сельскохозяйственная колония, но она просуществовала всего пять лет. Помимо непривычного климата, нашествий насекомых и отсутствия инвестиций, предприятие провалилось из-за того, что большинство колонистов не были аграриями.
Первая официальная партия японских иммигрантов прибыла в Сантус 18 июня 1908 года на корабле «Касато-мару» после 52-дневного плавания из Кобе. На корабле было 165 семей — всего 781 человек, которые поступили на плантации запада штата Сан-Паулу. Встреча не была тёплой, периодические издания печатали карикатуры и публиковали предостерегающие статьи. Губернатор штата Сан-Паулу также свидетельствовал, что первый опыт взаимодействия был неудачным, и лишь немногие из японских переселенцев отправились на фазенды, остальные осели в городах.
Вторая партия мигрантов прибыла в Сантус 28 июня 1910 года на судне «Рёдзюн-мару», привезшего 906 человек. Иммиграция шла постепенно: по оценке 1914 года в Сан-Паулу насчитывалось до 10 000 японцев, а к 1915 году официально в Бразилию въехали 3434 семьи японских иммигрантов (14 983 чел). Большая часть иммигрантов не прижились в стране и вернулись на родину после истечения срока контракта. Значительная часть из них так и не освоили португальский язык.
Японские мигранты были отягощены большими долгами: проезд в Бразилию оплачивался за счёт вычетов из их зарплаты, потребные для жизни вещи покупались в кредит в лавке, имевшейся на фазенде. Тем не менее, уже в 1911 году была зарегистрирована первая покупка земли японцами в штате Сан-Паулу. Японцам запрещалось приезжать в Бразилию в одиночку, большей частью это были молодожёны или молодые семьи с маленькими детьми: этот фактор способствовал тому, что мигранты оставались в Бразилии навсегда.
Первое поколение японских мигрантов было существенно отчуждено от прочих этнических групп Бразилии. Клод Леви-Стросс, посетивший Бразилию в 1935 году, свидетельствовал: 

Вокруг Сан-Паулу жило также много японцев, но найти к ним подход было труднее. Иммиграционные конторы набирали их, обеспечивали им переезд, временное жилье по приезде, а затем распределяли их по фермам, которые напоминали разом и деревню, и военный лагерь. Тут же находились все службы: школа, мастерские, медпункт, лавки, развлечения. Эмигранты проводили долгие годы в этом отчасти добровольном заточении, возвращая из заработка свой долг компании и складывая накопления в её сейфы. Эта компания бралась через несколько лет вернуть их на землю предков, чтобы они могли умереть на ней, либо — если малярии удалось сделать дело раньше — доставить туда их тела. Все это было организовано так, чтобы у пустившихся в рискованное мероприятие людей никогда не возникало чувства, что они навсегда покинули Японию. — Леви-Стросс К. Печальные тропики
90 % японских иммигрантов говорили только по-японски. Даже в начале XXI века многие японо-бразильцы из сельской местности с трудом говорят по-португальски.
В 1912 году в Сан-Паулу возник японский квартал неподалёку от тогдашнего центра города. Между 1917 и 1940 годами в Бразилию въехало 164 тыс. японцев. Выезд в Бразилию стимулировался запретом США принимать японских иммигрантов (1924). Впрочем, аналогичные проекты рассматривались в 1923 году и в Бразилии, но они не имели успеха.
75 % японских иммигрантов отправлялись в Сан-Паулу, где не только работали на кофейных плантациях, но и активно включились в производство садово-огородных культур, чая и риса, а также чёрного перца. Начиная с 1930 года, японская диаспора в Бразилии стала крупнейшей за пределами Японии: в Новый свет переезжали родственники первого поколения колонистов.
Старение населения и сокращение трудоспособного населения вынудило Японию в 1989 году принять закон о праве на работу в Японии любого человека, чьи родители, бабушка или дедушка были японцами. В результате стал наблюдаться обратный процесс переезда потомков японцев из Бразилии и Перу в Японию. Уже в 1991 году в Японии так называемых «никкэйдзинов» только из Бразилии было 150 тысяч человек. Миграция того периода носила временный характер: заработав деньги в Японии, японцы возвращались в Бразилию, а сама миграция была представлена в основном молодыми мужчинами до 30 лет без семьи. Однако на рубеже XX и XXI века японцы из Бразилии и Перу стали переезжать в Японию на постоянную основу.

## Экономика
На протяжении десятилетий японские бразильцы считались неассимилируемым народом. К иммигрантам в Бразилии относились лишь, как к резерву дешевой рабочей силы, которую следует использовать на кофейных плантациях и что Бразилия должна избегать поглощения их культурного влияния. Это широко распространенное представление о том, что японцы негативно относятся к Бразилии, изменилось в последующие десятилетия. Японцы смогли преодолеть трудности, возникавшие на протяжении многих лет, и радикально улучшить свою жизнь благодаря упорному труду и образованию; этому также способствовало участие японского правительства в процессе миграции. Образ трудолюбивых агрономов, приехавших помочь развитию страны и её сельскому хозяйства, помог стереть недоверие местного населения и создать положительный имидж японцев. К 1970-м годам Япония стала одной из самых богатых стран мира, синонимом современности и прогресса, и в тот же период японские бразильцы добились большого культурного и экономического успеха, вероятно, это группа иммигрантов, которая быстрее всего добилась прогресса в Бразилии. Благодаря мощной японской экономике и быстрому обогащению второго поколения японцев в Бразилии (нисэй), в последующие десятилетия бразильцы японского происхождения достигли социального престижа в Бразилии, который во многом контрастирует с непринятием и агрессией, с которой в стране столкнулось первое поколение японцев (иссэй).
К началу 1960-х годов численность японского населения в Бразильских городах уже превысила численность японцев на селе. Поскольку подавляющее большинство семей, переехавших в города Сан-Паулу и Парана, имели мало ресурсов и возглавлялись японцами в первом и втором поколении, было крайне важно, чтобы их бизнес не требовал больших начальных инвестиций или углубленного знания португальского языка. Таким образом, значительная часть иммигрантов начала заниматься мелкой торговлей и работой в сфере услуг, где особое место занимало крашение. К 1970-м годам 80 % из 3500 предприятий, которые стирали и гладили одежду жителей Сан-Паулу, владели японцы. По словам антрополога Селии Сакураи: «Этот бизнес был удобен для семей, потому что они могли жить в задней части красильной мастерской и выполнять всю работу без необходимости нанимать сотрудников. Кроме того, общение на португальском языке, необходимое для этой деятельности, было кратким и простым».
В городской среде Бразилии японцы стали работать в основном в секторах, связанных с сельским хозяйством, например, торговцами или владельцами небольших магазинов, продающими фрукты, овощи или рыбу. Работе с зеленщиками и рыночными прилавками способствовали контакты городских японцев с теми, кто остался в сельской местности, поскольку поставщиками обычно были друзья или родственники. Какой бы вид деятельности ни выбрала семья, старшие дети должны были работать вместе со своими родителями. Обычай представлял собой японскую традицию делегировать старшему сыну продолжение семейной деятельности, а также необходимость помогать в оплате учебы младших братьев и сестер. Пока старшие работали, младшие братья и сестры записывались на технические курсы, например, на бухгалтерский учет, главным образом потому, что им было легче разбираться с цифрами, чем с португальским языком. Что касается университетов, японцы отдавали предпочтение инженерному делу, медицине и праву, что гарантировало деньги и социальный престиж. В 1958 году потомки японцев уже составляли 21 % бразильцев с образованием выше среднего. В 1977 году японские бразильцы, составлявшие лишь 2,5 % населения города Сан-Паулу, но составили 13 % принятых в Университет Сан-Паулу, 16 % принятых в Технологический институт аэронавтики (ITA) и 12 % от числа отобранных в Фонд Жетулиу Варгаса. Согласно исследованию 1995 года, проведенному Datafolha, 53 % взрослых японских бразильцев имели высшее образование по сравнению с лишь 9 % жителями Бразилии в целом.
Как пишет газета Gazeta do Povo, в Бразилии «здравый смысл состоит в том, что потомки японцев прилежны, дисциплинированы, хорошо учатся в школе, легче сдают вступительные экзамены и в большинстве случаев имеют большую склонность к карьере в области точных наук». Согласно опросу 2009 года, проведенному с использованием данных Университета Сан-Паулу и Unesp, хотя потомки японцев составляли лишь 1,2 % населения города Сан-Паулу и составляли менее 4 % от числа зачисленных на вступительные экзамены, они составили около 15 % одобренных.
Опрос 2017 года показал, что бразильцы японского происхождения являются экономически самой богатой этнической группой в Бразилии. Опрос показал, что бразильцы с японской фамилией зарабатывают больше всего среди всех этнических групп в стране (73,40 реалов в час):
| Японское            | 73,40 |
| Итальянское         | 51,80 |
| Немецкое            | 48,10 |
| Восточноевропейское | 47,60 |
| Иберийскиое (белый) | 33,90 |
| Пардо (коричневый)  | 27,80 |
| Черный              | 26,50 |
| Индейское           | 26,10 |

### Бразильцы в Японии
Диаспора бразильцев в Японии является весьма значительной по своему размеру и состоит в основном (но не исключительно) из бразильцев японского происхождением. Они также составляют наибольшее число португалоязычных в Азии, даже большее, чем в таких бывших португальских колониях, как Восточный Тимор, Макао и Гоа вместе взятые. Сколько всего бразильцев проживает в Японии выяснить сложно, так как официально Японское правительство (как и например правительство Франции) не собирает данные по этнической принадлежности своих граждан, и тех граждан Бразилии которые получили японское гражданство, японская статистика записывает только как японцев. Количество граждан Бразилии в Японии достигло пика в 2007 году и составило 316 967 человек после чего начало снижаться и к началу 2020-х годов стабилизировалось на отметке в 210 000 человек. Количество граждан Бразилии проживающих в Японии являющихся супругом (супругой) граждан Японии достигло пика в 1997 году 113 319 человек (на тот год всего в Японии проживало 274 475 иностранных граждан супруг (супругов) граждан Японии) или 41,29 % от от всех иностранных граждан супруг (супругов) граждан Японии проживающих в Японии. Количество иностранных граждан супруг (супругов) граждан Японии проживающих в Японии достигло пика в 2001 году и составило 280 436 человек, на тот год из них 97 262 человека были граждане Бразилии или 34,68 % от всех иностранных граждан супруг (супругов) граждан Японии, после чего начало снижаться и к концу 2024 года составило 150 896 человек, на тот год из них 15 183 человека были граждане Бразилии или 10,06 % от всех иностранных граждан супруг (супругов) граждан Японии. По официальным японских данным по состоянию на декабрь 2024 года в Японии проживало 211 907 граждан Бразилии. По данным бюро по гражданским делам Министерства юстиции Японии в период с 2019 по 2024 год процедуру натурализации прошли 50 421 человек, из первой десятки стран по числу натурализовавшихся лиц граждане Бразилии в период с 2019 по 2021 год занимали третье место, а в период с 2022 по 2024 год четвёртое место, в период с 2019 по 2024 год 2600 граждан Бразилии получили гражданство Японии (5,16 % от всех получивших гражданство Японии за данный период).